# Daisybox
Daisybox est un groupe de rock français, originaire de Paris. Formé en 1994, il se sépare après un dernier concert le 16 mai 2009 à l'occasion du festival Rolling Saône à Gray, en Haute-Saône.

## Biographie
C'est en 1994 que les frères Olivier et Samuel Nicolas, bassiste et batteur des Candies, forment le groupe Daisy. Olivier, non expérimenté, endosse les rôles de guitariste et chanteur. Ils cherchent un bassiste et se tournent vers Anne-Lise Pernotte, la bassiste débutante des Suppléments cornichons. Après quelques semaines, un deuxième guitariste rejoint le trio, il s'agit d'Olivier Nuc, venu pour sa part des Blah Blah Woof Woof, mais il ne restera que deux ans avant d'entamer une carrière de journaliste musical.
En 1996 Léonard Vasco, après plusieurs déceptions en matières de groupe de rock, découvre Daisy lors d'un concert, et c'est lui qui remplacera Olivier Nuc. Le groupe enchaîne des concerts dans des salles vides, mais qui se remplissent peu à peu grâce à ses performances durant les premières parties d'Echobelly en 1997. Le groupe sort alors un mini-album auto-produit, en 1999, il s'agit d'Indessa qui attendra le score de 2 000 exemplaires vendus. La même année, le groupe poursuit sur sa lancée en assurant les premières parties d'Indochine, et commence à attirer l'œil de la presse et des maisons de disques.
Le groupe découvre alors que les droits du nom Daisy appartiennent aux studios Disney, et décide de le changer pour son nom définitif, Daisybox, pour ensuite sortir son véritable premier album, Organic. Daisybox commence à être diffusé sur les radios de rock, notamment les titres 45 minutes et Immobile. Le groupe part alors en tournée avec 80 dates à travers la France, la Belgique et la Suisse, de petites salles jusqu'à la grande scène du Paléo Festival.
En 2005, le 4 avril, sort leur deuxième album, Diagnostic. Pour sa tournée, le groupe sort des frontières françaises et trouve un public non seulement dans les pays francophones tels que la Suisse ou la Belgique, mais aussi au Mexique. Le Diagnostic Tour s'achève en avril 2006 sur un concert donné au Coliseum de Charleroi, en Belgique, pour fêter les 10 ans de la création du groupe. C'est également l'occasion pour Léonard Vasco d'annoncer son départ et de commencer une carrière solo. Après avoir été accompagné à la guitare par Scott Greiner sur scène, Daisybox choisit un nouveau guitariste prénommé Mathias. Malgré de nombreux déboires avec sa précédente maison de disques, Daisybox enregistre son troisième et dernier album, Polyester. Pourtant, le groupe peine à faire salle comble sur sa tournée et se voit obligé d'annuler plusieurs dates. Olivier Nicolas, Samuel Nicolas et Anne-Lise Pernotte décident de mettre un terme à l'aventure Daisybox.
Le dernier concert de Daisybox eut lieu au Festival Rolling Saône à Gray, en Haute-Saône. Le dernier titre joué ce jour-là fut Sourd.

## Style musical
- Si vous ne connaissez pas le sujet, laissez ce bandeau (vous pouvez alors contacter les auteurs).
- Si vous supprimez le contenu mis en cause (vous pouvez préalablement contacter les auteurs),

argumentez précisément cette suppression dans la page de discussion
(un manque de référence n'est pas un argument ; une recherche réelle de référence doit avoir été effectuée, être formellement documentée).
Daisybox aime se distinguer des groupes de rock français et préfère parler de « rock en français », c'est-à-dire d'un rock proche du rock alternatif britannique mais chanté en français. Les textes de Daisybox se caractérisent par leur grande ambiguïté quant à leur véritable sens et laissent transparaître hédonisme et noirceur romantique en mettant la langue française à l'honneur. En ce sens, Daisybox est souvent comparé au groupe international Placebo et est ainsi parfois décrit comme le « Placebo français »[réf. nécessaire]. Le premier morceau de l'album Organic, Tous les jours, est inspiré du titre Pure Morning de Placebo. La pochette du second album de Daisybox, Diagnostic, rappelle également l'esthétique de Placebo et la pochette de l'album Sleeping with Ghosts, avec ce corps de femme nue.

## Membres

### Derniers membres
- Olivier Nicolas — chant, guitare rythmique
- Samuel Nicolas — batterie
- Anne-Lise Pernotte — basse
- Mathias F. — guitare, arrangement (musicien additionnel)

### Anciens membres
- Olivier Nuc — guitare (1995—1996)
- Léonard Vasco — guitare solo (1996—2006)
- Scott Greiner — guitare, arrangement (musicien additionnel)

## Discographie
- 1999 : Indessa (auto-produit)
- 2002 : Organic
- 2005 : Diagnostic
- 2008 : Polyester